# كاثرين من فوا، كونتيسة كاندال
كاثرين من فوا أو كاتالينا النافارية (نحو 1455 - توفيت قبل 1494) هي ابنة غاستون الرابع كونت فوا وليونور ملكة نافارا.
تزوجت كاثرين غاستون دي فوا، كونت كاندال، وأنجبا:
- غاستون دي فوا كونت كاندال الثالث.

- جان دي فوا، رئيس أساقفة بوردو.

- بيير دي فوا.

- آنا من فوا (1484-1506)، تزوجت بالملك فلاديسلاف الثاني ملك بوهيميا والمجر، لهما ذرية.[2]